# فلاندرز الغربية
فلاندر الغربية (بالإنجليزية: West Flanders)‏ مقاطعة بلجيكية تقع غرب بلجيكا، تبلغ مساحتها 3125 كم2. ويبلغ سكانها 1,169,990 ساكن في غرة جانفي 2012.

## أعلام
- دوغ مورغان
- أندي جاكسون
- بوب تورانس
- جاك هاغينز
- أندرو موسلي